# John C. Callaghan
John C. Callaghan (* 9. Juli 1869 in Gallitzin, Pennsylvania; † 27. Januar 1929 in Phoenix, Arizona) war ein US-amerikanischer Bergmann und Politiker.

## Werdegang
John C. Callaghan, Sohn von Mary Sloan (1847–1927) und James Callaghan (1844–1913), beides irische Einwanderer, wurde 1869 im Cambria County geboren und wuchs dort auf. Mit elf Jahren begann er im Kohlebergwerk Webster Coal & Coke Company in Ehrenfeld zu arbeiten, welches später Teil von Johnstown wurde. Callaghan besuchte in den Folgejahren zusätzlich die Abendschule. Er arbeitete zuletzt als Buchhalter und Kassengehilfe für Webster Coal & Coke Company. 1898 zog Callaghan dann in das Arizona-Territorium. Dort war er zuerst im Büro der Arizona Copper Company in Clifton tätig, was damals noch im Graham County lag und heute in Greenlee County liegt, und danach im Warenlager der Copper Queen Mine in Bisbee (Cochise County). Von 1903 bis 1904 diente er dann unter Sheriff A. V. Lewis in Tombstone (Cochise County).
Callaghan verfolgte auch eine politische Laufbahn. 1911 wurde er als Republikaner zum State Auditor von Arizona gewählt. Seine Wiederwahl im Jahr 1914 erfolgte dann aber als Demokrat. Er bekleidete den Posten des State Auditors von 1912 bis 1917. Seine Amtszeit war vom Ersten Weltkrieg überschattet. Callaghan wurde 1926 zum Treasurer of State von Arizona gewählt – ein Posten, den er von 1927 bis 1929 bekleidete. Am 6. November 1928 wurde er dann zum Secretary of State von Arizona gewählt. Seinen Amtseid sollte er eigentlich am 7. Januar 1929 ablegen. Der Termin musste aber verschoben werden, da er zu diesem Zeitpunkt im St. Joseph’s Hospital in Phoenix war, wo er am 27. Januar 1929 verstarb.
Während seines Lebens war er Präsident vom State Board of Equalization und saß in dem State Board of Control, dem State Board of Commissioners of Paroled Prisoners, der State Loan Commission und dem Land Board of Arizona. Er war Mitglied der Elks und der Past Exalted Ruler of Bisbee Lodge No. 671.